# Chondrorhyncha
Chondrorhyncha (Lindley, 1846) és un gènere que inclou 31 (o 60, segons les classificacions) espècies d'orquídies epífites simpodials. Es distribueixen per les zones tropicals d'Amèrica des del Sud de Mèxic, Cuba, fins a Bolívia a Sud-amèrica, als vessants de les muntanyes. Aquest gènere és molt proper dels gèneres Stenia, Kefersteinia, Chaubardiella, i Chaubardia.

## Descripció
Totes les espècies d'aquest gènere són epífites amb un desenvolupament simpodial. Manquen de pseudobulbs (tret del cas de Chondrorhyncha lendyana, Rchb.f). Aquest gènere té com a característica les fulles disposades en ventall (bràctees folials imbricades i una tija floral curta). Les fulles, d'una grandària de 10 a 15 cm, són atapeïdes.
Les flors de color crema tenen una fragància suau, i creixen horitzontalment des de l'axil·la de les beines-fulles. Les inflorescències poden ser erectes o rèptils, amb una sola flor de grandària mitjana que té els sèpals laterals formant un semitub, un label que envolta la columna, un cal·lus prominent (amb forma de llengua o de quilla), en la part mitjana del label, una columna amb forma de clava sense quilla ventral i continua amb un peu de columna més o menys llarg i amb 4 pol·lini aplanats, connectats a un estípit curt.
Les espècies de Chondrorhyncha es desenvolupen bé en una barreja 3:1 d'escorça de pi de gra fi i molsa esfagne, en condicions intermèdies de temperatura. En conrear aquestes espècies cal anar amb compte que l'estrat no s'asseque. Floreix successivament al llarg de tot l'any.

## Distribució i hàbitat
Viuen en les selves tancades molt humides de Centreamèrica, Cuba, i Sud-amèrica, en altures de 500 fins als 2.000 metres.

## Etimologia
El nom Chondrorhyncha procedeix del grec xhonseoa = 'cartílag' i de rhynchos = 'nas', fent referència a la forma del rostel.
Sinònims:
- Warczewiczella Rchb.f., Bot. Zeitung (Berlin) 10: 635 (1852).
- Ackermania Dodson & R.Escobar, Orquideologia 18: 202 (1993), nom. illeg.
- Aetheorhyncha Dressler, Lankesteriana 5: 94 (2005).
- Daiotyla Dressler, Lankesteriana 5: 92 (2005).
- Echinorhyncha Dressler, Lankesteriana 5: 94 (2005).
- Euryblema Dressler, Lankesteriana 5: 94 (2005).
- Ixyophora Dressler, Lankesteriana 5: 95 (2005).
- Stenotyla Dressler, Lankesteriana 5: 96 (2005).[1]

## EspèciesChondrorhyncha
Espècie tipus: Chondrorhyncha rosea, Lindley (1846).
- Chondrorhyncha albicans, Rolfe
- Chondrorhyncha amabilis, Schltr., 1920.
- Chondrorhyncha amazonica (Rchb.f. & sine ref.) A. D. Hawkes, etc.